# Bałchasz 1
Bałchasz 1 (kaz. Балқаш 1, ros. Балхаш 1) – stacja kolejowa w miejscowości Bałchasz, w obwodzie karagandyjskim, w Kazachstanie. Położona jest na linii Mojynty – Aktogaj, na trasie Nowego Jedwabnego Szlaku.
Od stacji odchodzi bocznica do pobliskiej huty miedzi oraz do kopalni rud miedzi. Przy stacji znajduje się lokomotywownia.